# Referendum istituzionale in Albania del 1997
Il referendum istituzionale in Albania del 1997 si svolse il 29 giugno, insieme alle elezioni parlamentari, per chiedere agli elettori se volessero ripristinare la monarchia (unico caso tra gli ex regimi comunisti dell'Europa orientale). La proposta fu ufficialmente respinta dal 66,7% dei votanti.

## Contesto
Al seguito della cosiddetta Rivolta della Lotteria, l'Albania piombò nel caos all'inizio del 1997, sei anni dopo la fine della dittatura comunista e la democratizzazione del paese. Il governo di Aleksandër Meksi dovette dimettersi e fu sostituito da un esecutivo provvisorio guidato da Bashkim Fino, detto Governo di Riconciliazione Nazionale. Per ripristinare la sicurezza, il governo Fino dovette chiedere l'intervento di truppe straniere nel paese.

## Risultati ufficiali
| Scelta                                  | voti      | %      |
| --------------------------------------- | --------- | ------ |
| Repubblica                              | 904 359   | 66,74  |
| Monarchia costituzionale                | 450 478   | 33,26  |
| Schede bianche/nulle                    | 68 372    | –      |
| Totale                                  | 1 423 209 | 100,00 |
| Elettori registrati/affluenza alle urne | 1 986 550 | 71,64  |
| Fonte: Democrazia Diretta               |           |        |

## Il referendum e le reazioni
Contestualmente alle elezioni parlamentari lo stesso giorno, gli elettori albanesi vennero chiamati alle urne anche per decidere se restaurare la monarchia della dinastia Zogu, deposta nell'aprile 1939 dall'occupazione italiana e poi definitivamente abolita dai comunisti nel gennaio 1946, o mantenere la Repubblica parlamentare sorta dopo la fine del regime comunista all'inizio degli anni '90. I militari stranieri assicurarono i seggi elettorali il giorno delle elezioni e gli osservatori internazionali dell'OSCE monitorarono il voto e il conteggio. L'erede al trono Leka tenne comizi con diverse migliaia di partecipanti in diverse città del paese.

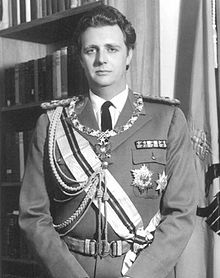
Il principe Leka Zogu, pretendente al trono albanese al referendum

Circa 904.359 albanesi (i due terzi della popolazione) votarono contro la restaurazione e solo 450.478 votarono a favore dell'ex famiglia reale albanese. Il Casato di Zogu non accettò il risultato ufficiale e, dopo la sua pubblicazione il 14 luglio 1997 da parte della Commissione elettorale centrale dell'Albania, circa 2mila persone protestarono a Tirana. Dopo un nuovo conteggio dei voti, il governo annunciò che la restaurazione della monarchia era stata respinta dai due terzi degli elettori (il 66,7% dei votanti).
Contestando ancora il risultato dello scrutinio, Leka Zogu (il quale affermava che il 65,7% della popolazione avesse in realtà votato a favore della monarchia) si presentò appunto davanti all'edificio della commissione elettorale con una mitragliatrice, accompagnato da sostenitori armati: dopo uno scontro a fuoco con la polizia, in cui una persona venne uccisa, l'erede al trono fuggì dall'Albania e venne condannato a tre anni di prigione per sedizione da un tribunale. Sempre nel luglio 1997, un rapporto dell'OSCE e del Congresso degli Stati Uniti dichiarava che erano state date agli elettori due distinte schede elettorali per il referendum e le elezioni, ma che le istruzioni su come contrassegnarle fossero identiche, ammettendo quindi che questo potrebbe aver causato confusione. Inoltre, nonostante gli elettori fossero informati su come votare, in alcune zone e regioni del paese il voto familiare e di gruppo, la tendenza a cancellare i nomi o i candidati che l'elettore non gradiva furono frequenti.
Nel marzo 2002 fu concesso il perdono a Leka e 72 parlamentari albanesi invitarono l'ex famiglia reale a rientrare in patria.
Il 30 novembre 2011, dopo la morte di Leka Zogu (a cui succedette come pretendente il figlio Leka Anwar Zogu), l'ex presidente albanese Sali Berisha, esponente del Partito Democratico d'Albania, di centro-destra, affermò che "il referendum era stato tenuto sotto il rischio di una ribellione comunista e che non poteva essere considerato un caso chiuso". Tuttavia, oggi la questione sembra essere stata definitivamente accantonata dal dibattito pubblico.